# 카자흐스탄의 축구
카자흐스탄의 축구는 카자흐스탄 축구 연맹에서 관리한다. FFK는 남자, 여자, 풋살 국가대표팀을 조직한다. 축구는 카자흐스탄에서 가장 인기 있는 스포츠이며 아이스하키가 그 뒤를 잇고 있다.

## 역사

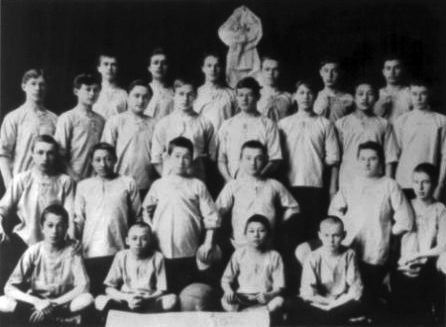
카자흐스탄 축구 선구자. Semipalatinsk의 FC Yarysh, 1914년.

카자흐스탄 축구는 제1차 세계대전 이전에 영국 상인들이 이 지역에 경기를 가져왔을 때 세메이에서 처음 등장했다. 카자흐스탄 축구의 초창기 선수들 당대 최대 규모인 'Yarysh' 클럽에 입성한 작가 ㅁ무흐타르 아우에조프 가 있었다 보관됨 2016-03-03 - 웨이백 머신 . 1928년 카자흐스탄 SSR 대표팀이 공식적으로 처음 모습을 드러내기 전에 곧 파블로다르와 Dzhambul 에서 팀이 이어졌다. 1930년대까지 카자흐스탄 구단은 소련 축구의 하위 리그에 정기적으로 참가했다.
제2차 세계대전 후 정규 리그가 1946년에 시작되었고 이전에 산발적으로 개최되었던 컵 대회가 1948년에 풀타임으로 도입되었다. 영구적인 카자흐 SSR 축구 연맹은 1959년에 설립되었다. 선두 클럽인 FC 카이라트 알마티는 1960년 카자흐스탄 팀 최초로 소비에트 톱 리그에 참가하여 역사를 만들었고 1963년에는 카자흐스탄 팀 최고의 성적인 소비에트 컵 준결승에 진출하여 더 많은 역사를 만들었습니다.  그들은 계속해서 1976년 소비에트 퍼스트 리그에서 카자흐스탄의 첫 승리를 기록하였다.
카자흐스탄 축구 선수는 1977년 FC Kairat 수비수 Seilda Baishakov 가 헝가리와의 FIFA 월드컵 예선전에서 데뷔하기 전까지 소련을 대표하여 활동한 적이 없었다. 나중에 1986년에 그의 클럽은 카자흐스탄 클럽의 역대 최고 성적인 소비에트 탑 리그 7위를 기록함으로써 영예를 더했다. 1988년 하계 올림픽에서 소련의 승리를 거둔 국가의 예브게니 야로벤코도 영예를 더했다.
소비에트 연방이 무너진 후 1992년 카자흐스탄 공화국 축구 협회가 설립되었고 곧 FIFA와 아시아 축구 연맹에 가입했다. 곧 국가 대표팀이 출범했고 독립적인 카자흐스탄 대회가 설립되었다. 이름이 바뀐 FFK는 2002년에 유럽 축구 연맹에 합류하여 AFC와의 관계를 종료했다.

## 국내대회
카자흐스탄의 주요 대회는 카자흐스탄 프리미어 리그로, 1992년 소련 축구 3부 리그 8구역에서 다른 상위 카자흐스탄 클럽이 공동으로 참가하여 결성되었다. 1994년에 카자흐스탄 1부 리그가 추가되었고 이 대회는 현재 지역별로 조직되어 있으며 더 지역화된 카자흐스탄 2부 리그가 있다. 카자흐스탄 컵도 치러지고 있으며, 성공적인 클럽은 UEFA 챔피언스 리그 와 UEFA 유로파 리그의 초기 라운드에 진출할 수 있다.

## 리그 시스템
| 수준 | 리그/디비전                                 | 리그/디비전                                 | 리그/디비전                                 | 리그/디비전                                 | 리그/디비전                                 | 리그/디비전                                 | 리그/디비전                                 | 리그/디비전                                 | 리그/디비전                                 | 리그/디비전                                 | 리그/디비전                                 | 리그/디비전                                 |
| 1    | 카자흐스탄 프리미어리그12개 클럽            | 카자흐스탄 프리미어리그12개 클럽            | 카자흐스탄 프리미어리그12개 클럽            | 카자흐스탄 프리미어리그12개 클럽            | 카자흐스탄 프리미어리그12개 클럽            | 카자흐스탄 프리미어리그12개 클럽            | 카자흐스탄 프리미어리그12개 클럽            | 카자흐스탄 프리미어리그12개 클럽            | 카자흐스탄 프리미어리그12개 클럽            | 카자흐스탄 프리미어리그12개 클럽            | 카자흐스탄 프리미어리그12개 클럽            | 카자흐스탄 프리미어리그12개 클럽            |
|      | ↓↑ 2~3 클럽                                 |                                             |                                             |                                             |                                             |                                             |                                             |                                             |                                             |                                             |                                             |                                             |
| 2    | 카자흐스탄 1부리그12개 클럽                 | 카자흐스탄 1부리그12개 클럽                 | 카자흐스탄 1부리그12개 클럽                 | 카자흐스탄 1부리그12개 클럽                 | 카자흐스탄 1부리그12개 클럽                 | 카자흐스탄 1부리그12개 클럽                 | 카자흐스탄 1부리그12개 클럽                 | 카자흐스탄 1부리그12개 클럽                 | 카자흐스탄 1부리그12개 클럽                 | 카자흐스탄 1부리그12개 클럽                 | 카자흐스탄 1부리그12개 클럽                 | 카자흐스탄 1부리그12개 클럽                 |
|      | ↓↑ 1 클럽                                   |                                             |                                             |                                             |                                             |                                             |                                             |                                             |                                             |                                             |                                             |                                             |
| 삼   | 카자흐스탄 2부 리그5개 클럽 + 16개 리저브팀 | 카자흐스탄 2부 리그5개 클럽 + 16개 리저브팀 | 카자흐스탄 2부 리그5개 클럽 + 16개 리저브팀 | 카자흐스탄 2부 리그5개 클럽 + 16개 리저브팀 | 카자흐스탄 2부 리그5개 클럽 + 16개 리저브팀 | 카자흐스탄 2부 리그5개 클럽 + 16개 리저브팀 | 카자흐스탄 2부 리그5개 클럽 + 16개 리저브팀 | 카자흐스탄 2부 리그5개 클럽 + 16개 리저브팀 | 카자흐스탄 2부 리그5개 클럽 + 16개 리저브팀 | 카자흐스탄 2부 리그5개 클럽 + 16개 리저브팀 | 카자흐스탄 2부 리그5개 클럽 + 16개 리저브팀 | 카자흐스탄 2부 리그5개 클럽 + 16개 리저브팀 |

## 국가 대표팀
그들은 소련의 다른 공화국들과의 경기에 참가했지만, 카자흐스탄 팀은 1992년 6월 1일 투르크메니스탄을 1-0으로 꺾을 때까지 독립 국가로서 공식 데뷔하지 못했다. 알마티 센트럴 스타디움을 기반으로 하는 그들은 아직 주요 대회에 출전하지는 못했다.

## 소비에트 시대(1936–91)의 챔피언
카자흐스탄 SSR 선수권 대회는 1936년 소비에트 톱 리그 에서 경쟁하는 카자흐스탄 클럽이 없는 상태에서 설립되었다. 이 대회의 우승자는 다음과 같다.
| - 1936 – 스보르나야 알마티 - 1937 – 디나모 알마티 - 1938 – 디나모 알마티 - 1939–47 – 경쟁 없음 - 1948 – 디나모 알마티 - 1949 - 로코모티프 잠빌 - 1950 – 스보르나야 알마티 - 1951 – Metallurg Shymkent - 1952 – Metallurg Shymkent - 1953 – Metallurg Shymkent - 1954 – 디나모 알마티 - 1956 – 스보르나야 알마티 - 1957 – 스트로이텔 알마티 |  | - 1958 – 스파르타크 알마티 - 1959 – 스파르타크 알마티 - 1960 - 옌벡 구례프 - 1961 – 아방가르드 페트로파블로프스크 - 1962 – ADK 알마티 - 1963 – Tselinnik 세미팔라틴스크 - 1964 – ADK 알마티 - 1965 – ADK 알마티 - 1955 – 디나모 알마티 - 1966 – 악튜비네츠 악튜빈스크 - 1967 - 토르페도 콕셰타우 - 1968 - 옌벡 제즈카즈간 - 1969 - 샤흐티오르 사란 |  | - 1970 – 스트로이텔 테미르타우 - 1971 - 옌벡 제즈카즈간 - 1972 - 트랙터 파블로다르 - 1973 - 옌벡 제즈카즈간 - 1974 – 고르냐크 니콜스키 - 1975 – Metallurg Shymkent - 1976 – 키미크 스테프노고르스크 - 1977 – 키미크 스테프노고르스크 - 1978 - 트루드 셰브첸코 - 1979 – 키미크 스테프노고르스크 - 1980 - 멜리오레이터 쉼켄트 - 1981 – 부레베스트니크 코스타나이 |

1980–81 . Zone 7, 카자흐스탄 및 기타 중앙아시아 팀을 포함한 소비에트 축구의 3단계
- 1980 - 트랙터 파블로다르
- 1981 – 악튜비네츠 악토베

1982–91 . Zone 8, 카자흐스탄 팀만 포함하는 소비에트 축구의 3단계
- 1982 - 샤흐터 카라간디
- 1983 - 샤흐터 카라간디
- 1984 – Tselinnik Tselinograd
- 1985 – 멜리오레이터 쉼켄트
- 1986 – Meliorator Shymkent
- 1987 – Meliorator Shymkent
- 1988 - 트랙터 파블로다르
- 1989 - 트랙터 파블로다르
- 1990 – 보스톡 외스케멘
- 1991 – Aktyubinets Aktobe[8]